# ديك هورن
ديك هورن (بالإنجليزية: Dick Horn)‏ هو لاعب كرة قدم أمريكية أمريكي، ولد في 18 مارس 1930 في سانتا مونيكا في الولايات المتحدة.